# Ортаколь (озеро, Узункольский район)
Ортаколь (Уртаколь; каз. Ортакөл) — заросшее озеро в Узункольском районе Костанайской области Казахстана. Находится в 16 км к юго-западу от села Пресногорьковка.
По данным топографической съёмки 1959 года, площадь поверхности озера составляет 1,3 км². Наибольшая длина озера — 1,7 км, наибольшая ширина — 1,2 км. Длина береговой линии составляет 4,3 км, развитие береговой линии — 1,06. Озеро расположено на высоте 158 м над уровнем моря.
В переводе с казахского название означает Среднее озеро.